# The Wild, the Innocent & the E Street Shuffle
The Wild, the Innocent & the E Street Shuffle je druhé studiové album amerického hudebníka Bruce Springsteena. Vydáno bylo v listopadu roku 1973 společností Columbia Records. Produkovali jej Mike Appel a Jim Cretecos, tedy stejná dvojice, která produkovala Springsteenův debut Greetings from Asbury Park, N.J. (1973). Deska byla nahrána ve studiu 914 Sound Studios v Blauveltu ve státě New York.

## Seznam skladeb
Autorem všech skladeb je Bruce Springsteen.
1. The E Street Shuffle – 4:31
2. 4th of July, Asbury Park (Sandy) – 5:36
3. Kitty's Back – 7:09
4. Wild Billy's Circus Story – 4:47
5. Incident on 57th Street – 7:45
6. Rosalita (Come Out Tonight) – 7:04
7. New York City Serenade – 9:55

## Obsazení
- Bruce Springsteen – zpěv, kytara, harmonika, mandolína, zobcová flétna, rumba koule
- Clarence Clemons – saxofon, doprovodné vokály
- David Sancious – klavír, Hammondovy varhany, elektrické piano, clavinet, sopránsaxofon, doprovodné vokály, aranžmá smyčců
- Danny Federici – akordeon, klavír, varhany, doprovodné vokály
- Garry Tallent – baskytara, tuba, doprovodné vokály
- Vini Lopez – bicí, kornet, doprovodné vokály
- Richard Blackwell – konga, perkuse
- Albany „Al“ Tellone – barytonsaxofon
- Suki Lahav - zpěv